# Calea ferată Arad–Alba Iulia
Calea ferată Arad–Alba Iulia este o cale ferată principală în România. Ea traversează valea Mureșului din estul Câmpiei Panonice până în vestul Transilvaniei.

## Istoric

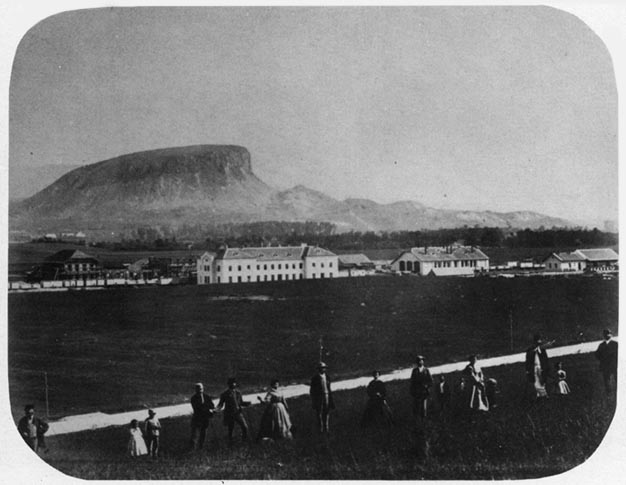
Gara din Simeria în 1870

Această cale ferată a fost construită odată cu apariția primelor rețele de căi ferate pe teritoriul Ungariei (din cadrul 
monarhiei habsburgice). În Ungaria, căile ferate din Transilvania au fost construite mai târziu, în principal din cauză că regiunea era depărtată de capitală, dar și a faptului că erau condiții mai grele de teren decât în Ungaria Centrală.
În 1858 a fost construită calea ferată Szolnok–Arad, care a făcut ca Aradul să fie primul oraș de pe teritoriul actual al României care a fost conectat la rețeaua feroviară.
Problemele financiare au întârziat cu câțiva ani începerea construcției acestui traseu, care trebuia să fie prima cale ferată spre Transilvania. În cele din urmă compania privată „Erste Siebenbürger Eisenbahn“ (în română Prima cale ferată din Transilvania) a primit de la guvernul ungar concesiunea pentru construirea căii ferate de la Arad la Alba Iulia și a început lucrările în 1867. La 22 decembrie 1868 linia a putut fi pusă în circulație. Calea ferată Arad–Alba Iulia a fost inițial exploatată de companii private, contractul fiind preluat în anul 1884 de către compania feroviară maghiară de stat MÁV. În acele vremuri, un tren de persoane parcurgea cei 211 km ai traseului în 7 ore și jumătate.
La sfârșitul primului război mondial, Transilvania a devenit parte componentă a României, iar căile ferate din Transilvania au fost preluate de compania feroviară română de stat CFR.

## Situație actuală

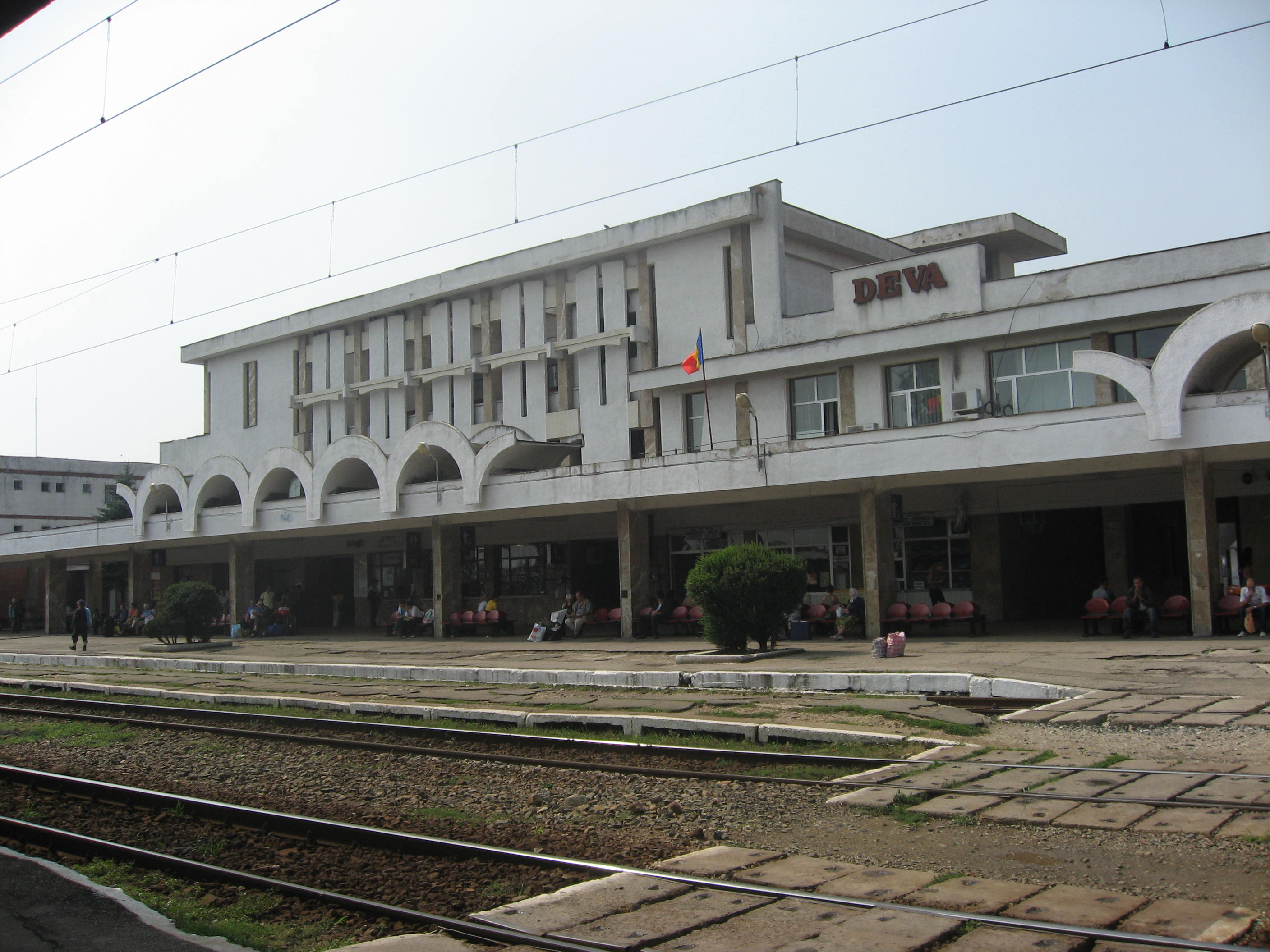
Gara din Deva

Calea ferată Arad–Alba Iulia este electrificată și cu linie dublă continuă. Ea este încă una dintre cele mai importante și circulate legături feroviare ale țării. Pe acest traseu circulă zilnic mai multe trenuri accelerate și personale. Această cale ferată este importantă și pentru transportul de mărfuri între România și țările din Europa Centrală de Vest.

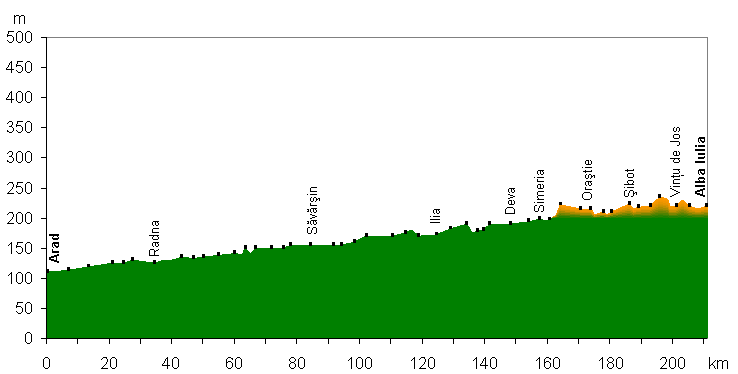
Profilul la înălțime al căii ferate